# This Is Head
This Is Head är ett svenskt indieband från Malmö som består av Adam Jacobsson, Henric Claesson, Björn Wiking och Tom Malmros. Gruppen bildades sommaren 2008 och gav ut sitt debutalbum, 0001, 2010. Skivan mottogs väl. I januari 2011 vann bandet priset i kategorin "Årets pop" på P3 Guld-galan. I februari 2012 mottog bandet Manifestgalans pris för Årets Live 2011.

## Diskografi
- 2010 – 0001
- 2013 – The Album ID
- 2015 – This Is Head, utgiven som LP (ej CD)